# Araneus flagelliformis
Araneus flagelliformis là một loài nhện trong họ Araneidae.
Loài này thuộc chi Araneus. Araneus flagelliformis được miêu tả năm 1998 bởi Zhu & Chang-Min Yin.